# Taça Brasil de Futsal de 2014
A Taça Brasil de Futsal de 2014, também conhecida como XLI Taça Brasil de Clubes, foi a quadragésima primeira edição da copa brasileira da modalidade. Dez equipes participaram da competição, disputada em três fases.

## Equipes participantes
Equipes participantes da XLI Taça Brasil Correios de Futsal:
- A. A. Cultural Copagril
- Clube Real Moitense
- Carlos Barbosa
- Krona Futsal
- C. R. Nossa Senhora do Amparo
- Crateús
- Goiás
- Horizonte
- Minas
- Mossoró

## Primeira fase

### Grupo E1
|   | Time                          | Pts | J | V | E | D | GP | GC | SG | Cartões Amarelos | Cartões Vermelhos |
| - | ----------------------------- | --- | - | - | - | - | -- | -- | -- | ---------------- | ----------------- |
| 1 | Horizonte                     | 9   | 4 | 3 | 0 | 1 | 15 | 10 | 5  | 1                | 0                 |
| 2 | Carlos Barbosa                | 9   | 4 | 3 | 0 | 1 | 22 | 8  | 14 | 5                | 1                 |
| 3 | Clube Real Moitense           | 7   | 4 | 2 | 1 | 1 | 14 | 16 | -2 | 6                | 0                 |
| 4 | A. A. Cultural Copagril       | 3   | 4 | 1 | 0 | 3 | 12 | 20 | -8 | 6                | 1                 |
| 5 | C. R. Nossa Senhora do Amparo | 1   | 4 | 0 | 1 | 3 | 11 | 20 | -9 | 5                | 0                 |

### Grupo E2
|   | Time         | Pts | J | V | E | D | GP | GC | SG  | Cartões Amarelos | Cartões Vermelhos |
| - | ------------ | --- | - | - | - | - | -- | -- | --- | ---------------- | ----------------- |
| 1 | Crateús      | 12  | 4 | 4 | 0 | 0 | 15 | 7  | 8   | 2                | 0                 |
| 2 | Krona Futsal | 7   | 4 | 2 | 1 | 1 | 23 | 7  | 16  | 4                | 1                 |
| 3 | Minas        | 7   | 4 | 2 | 1 | 1 | 25 | 9  | 16  | 5                | 1                 |
| 4 | Goiás        | 3   | 4 | 1 | 0 | 3 | 8  | 15 | -7  | 4                | 0                 |
| 5 | Mossoró      | 0   | 4 | 0 | 0 | 4 | 6  | 39 | -33 | 8                | 0                 |

## Fase eliminatória
|  | Semifinais     | Semifinais     | Semifinais |         |              | Final        | Final | Final |  |
|  |                |                |            |         |              |              |       |       |  |
|  | Horizonte      | Horizonte      | 1          |         |              |              |       |       |  |
|  | Horizonte      | Horizonte      | 1          |         |              |              |       |       |  |
|  | Krona Futsal   | Krona Futsal   | 2          |         |              |              |       |       |  |
|  | Krona Futsal   | Krona Futsal   | 2          |         | Krona Futsal | Krona Futsal | 4     |       |  |
|  |                |                |            |         | Krona Futsal | Krona Futsal | 4     |       |  |
|  |                |                | Crateús    | Crateús | 5            |              |       |       |  |
|  | Crateús        | Crateús        | Crateús    | Crateús | 5            | 7            |       |       |  |
|  | Crateús        | Crateús        |            |         |              |              |       |       |  |
|  | Carlos Barbosa | Carlos Barbosa | 2          |         |              |              |       |       |  |

## Final
| 12 de abril | Crateús | 5 – 4         | Krona Futsal | Poliesportivo Deromi Melo, Crateús, CE |
| 10:00       |         | Ficha Técnica |              |                                        |

## Premiação

### Campeão
| Campeão da Taça Brasil de 2014 |
| Ceará                          |
| ------------------------------ |
| Crateús (1º título)            |

### Fair Play
| Troféu Fair Play |
| ---------------- |
| Horizonte        |